# تشارلز غيلمان نوريس
تشارلز غيلمان نوريس (بالإنجليزية: Charles Gilman Norris)‏ (23 أبريل 1881 - 25 يوليو 1945)؛ روائي أمريكي.

## روابط خارجية
- تشارلز غيلمان نوريس على موقع IMDb (الإنجليزية)
- تشارلز غيلمان نوريس على موقع قاعدة بيانات الفيلم (الإنجليزية)